# Tinkara Kovač
Tinkara Kovač, född 3 september 1978 i Koper, Slovenien, SFR Jugoslavien, är en slovensk sångerska, instrumentalist och producent.
Kovač' representerade Slovenien i Eurovision Song Contest 2014 i Köpenhamn med låten "Spet (Round and Round)".
Kovač har deltagit i Sloveniens uttagning till Eurovision Song Contest vid totalt 4 tillfällen. Hon debuterade 1997 med låten "Veter z juga" och slutade på 10:e plats. 1999 deltog hon med "Zakaj" och fick flest telefonröster men slutade till sist på andra plats efter juryns poäng. 2001 gjorde hon sitt tredje försök med låten "Sonce v očeh". Hon tog sig vidare från semifinalen där hon slutade 5:a och i finalen slutade hon på 4:e plats. 2014 gjorde Kovač comeback i landets Eurovision-uttagning med låten "Spet (Round and Round)". Med låten lyckades hon vinna EMA 2014 och kom därmed att representera Slovenien i Eurovision Song Contest 2014 i Köpenhamn. Tinkara gick vidare från semifinalen till den stora finalen. Hon kom på 26:e plats i finalen. Hon gav ut Sloveniens poäng under Eurovision 2015.